# Кастільйонуево
Кастільйонуево (ісп. Castillonuevo) — муніципалітет в Іспанії, у складі автономної спільноти Наварра. Населення — 18 осіб (2009).
Муніципалітет розташований на відстані близько 270 км на північ від Мадрида, 85 км на захід від Памплони.

## Демографія
Динаміка населення (INE ):

## Галерея зображень

Розташування муніципалітету